# Даллі Рандріантефі
Даллі Рандріантефі (нар. 23 лютого 1977) — колишня мадагаскарська тенісистка.
Найвищу одиночну позицію світового рейтингу — 44 місце досягла 11 квітня 2005, парну — 193 місце — 6 травня 2002 року.
Здобула 7 одиночних та 3 парні титули туру ITF.
Найвищим досягненням на турнірах Великого шолома було 3 коло в одиночному розряді.
Завершила кар'єру 2006 року.

## Фінали ITF: 20 (10–10)

### Одиночний розряд: 15 (7–8)
| Легенда          |
| ---------------- |
| турніри $100,000 |
| турніри $75,000  |
| турніри $50,000  |
| турніри $25,000  |
| турніри $10,000  |

| Фінали за покриттям |
| ------------------- |
| Тверде (2–3)        |
| Ґрунт (5–4)         |
| Трава (0–0)         |
| Килим (0–1)         |

| Результат | Дата            | Категорія | Турнір                      | Покриття   | Суперниця              | Рахунок             |
| --------- | --------------- | --------- | --------------------------- | ---------- | ---------------------- | ------------------- |
| Перемога  | 20 вересня 1993 | 10,000    | Марсель, Франція            | Ґрунт      | Маїдер Ляваль          | 3–6, 7–5, 6–4       |
| Поразка   | 21 березня 1994 | 25,000    | Брест, Франція              | Тверде     | Ельс Калленс           | 4–6, 3–6            |
| Поразка   | 4 грудня 1995   | 25,000    | Сержі-Понтуаз, Франція      | Тверде (i) | Сара Пітковскі-Малькор | 7–5, 1–6, 2–6       |
| Перемога  | 5 липня 1999    | 10,000    | Ле-Туке-Парі-Плаж, Франція  | Ґрунт      | Стефані Тестар         | 6–3, 6–3            |
| Поразка   | 19 червня 2000  | 25,000    | Горіція, Італія             | Ґрунт      | Маріам Рамон Клімент   | 2–6, 1–6            |
| Поразка   | 3 липня 2000    | 25,000    | Мон-де-Марсан, Франція      | Ґрунт      | Стефані Форец          | 2–6, 3–6            |
| Поразка   | 24 липня 2000   | 25,000    | Ле-Контамін-Монжуа, Франція | Тверде     | Б'янка Ламаде          | 2–6, 1–6            |
| Перемога  | 16 жовтня 2000  | 25,000    | Жуе-ле-Тур, Франція         | Тверде (i) | Лідія Штайнбах         | 4–0, 4–1, 4–1       |
| Перемога  | 28 травня 2001  | 25,000    | Б'єлла, Італія              | Ґрунт      | Жоана Кортез           | 6–1, 6–1            |
| Перемога  | 2 вересня 2002  | 50,000    | Денен, Франція              | Ґрунт      | Марія Головизніна      | 6–2, 3–6, 6–2       |
| Перемога  | 9 вересня 2002  | 75,000    | Бордо, Франція              | Ґрунт      | Євгенія Куликовська    | 7–5, 6–2            |
| Перемога  | 12 жовтня 2003  | 25,000    | Жуе-ле-Тур, Франція         | Тверде (i) | Кая Канепі             | 7–5, 6–4            |
| Поразка   | 7 вересня 2004  | 75,000    | Денен, Франція              | Ґрунт      | Анна-Лена Гренефельд   | 3–6, 2–6            |
| Поразка   | 10 жовтня 2004  | 75,000    | Жирона, Іспанія             | Ґрунт      | Марта Марреро          | 6–3, 6–7 (6–8), 0–6 |
| Поразка   | 10 жовтня 2004  | 25,000    | Жуе-ле-Тур, Франція         | Килим (i)  | Квета Пешке            | 3–6, 2–6            |

### Парний розряд: 5 (3–2)
| Легенда          |
| ---------------- |
| турніри $100,000 |
| турніри $75,000  |
| турніри $50,000  |
| турніри $25,000  |
| турніри $10,000  |

| Фінали за покриттям |
| ------------------- |
| Тверде (1–1)        |
| Ґрунт (2–1)         |
| Трава (0–0)         |
| Килим (0–0)         |

| Результат | Дата            | Категорія | Турнір                 | Покриття   | Партнерка           | Суперниці                            | Рахунок       |
| --------- | --------------- | --------- | ---------------------- | ---------- | ------------------- | ------------------------------------ | ------------- |
| Поразка   | 20 вересня 1993 | 10,000    | Марсель, Франція       | Ґрунт      | Наташа Рандріантефі | Андреа Носай Дафне ван де Занде      | 0–6, 4–6      |
| Поразка   | 4 грудня 1995   | 50,000    | Сержі-Понтуаз, Франція | Тверде (i) | Наташа Рандріантефі | Анджела Леттьєр Коріна Мораріу       | 3–6, 5–7      |
| Перемога  | 4 червня 2001   | 25,000    | Галатіна, Італія       | Ґрунт      | Ванесса Менга       | Бахія Мухтассен Андрея Ехрітт-Ванк   | 3–6, 6–0, 7–5 |
| Перемога  | 15 жовтня 2001  | 25,000    | Жуе-ле-Тур, Франція    | Тверде (i) | Наташа Рандріантефі | Флавія Пеннетта Марія Паола Дзавальї | 6–4, 3–6, 6–3 |
| Перемога  | 28 квітня 2002  | 50,000    | Кань-сюр-Мер, Франція  | Ґрунт      | Стефані Коен-Алоро  | Івета Бенешова Каролін Денін         | 6–2, 6–4      |